# Martailly-lès-Brancion
Martailly-lès-Brancion là một xã ở tỉnh Saône-et-Loire trong vùng Bourgogne-Franche-Comté nước Pháp.

## Hình ảnh

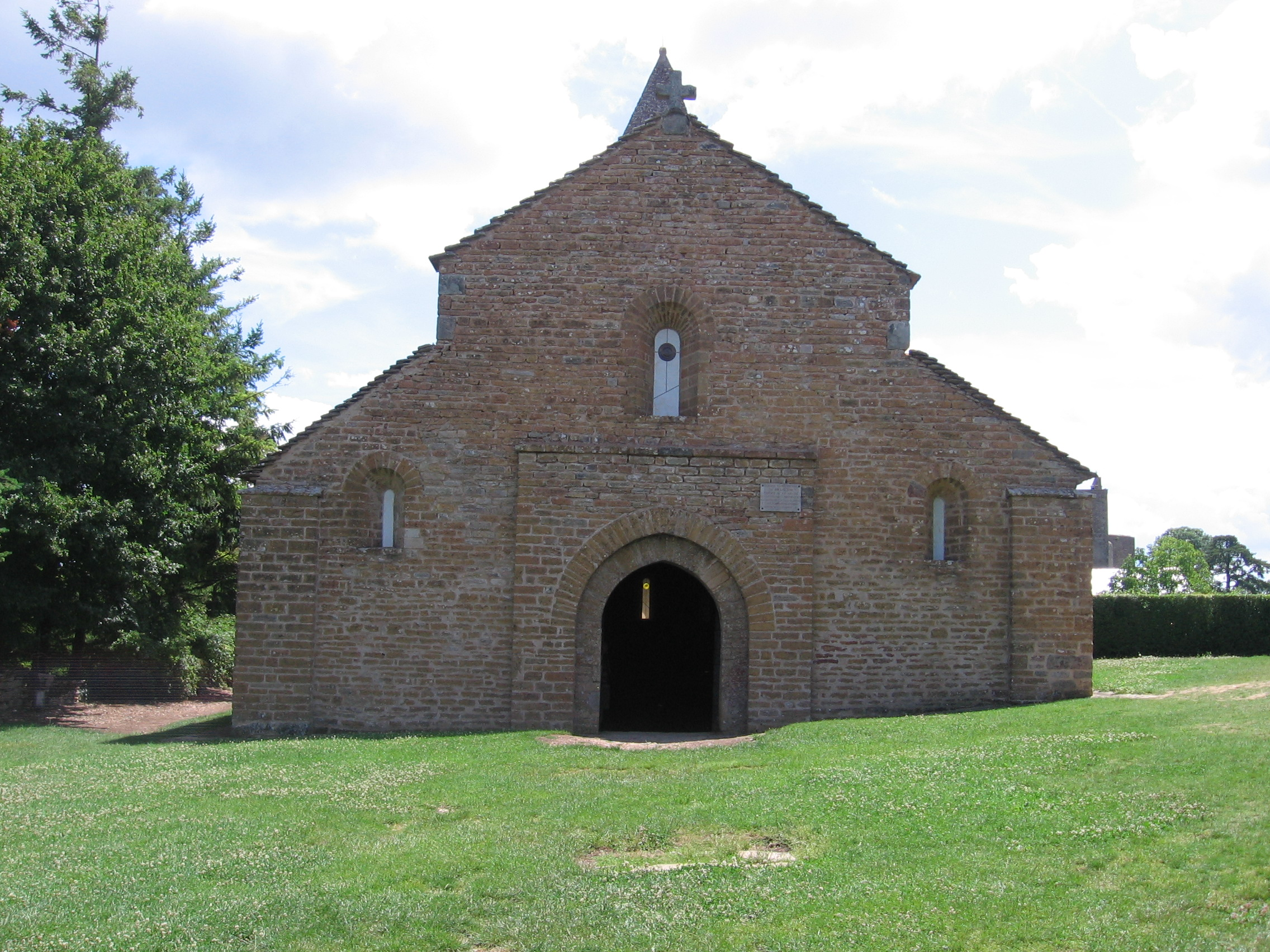
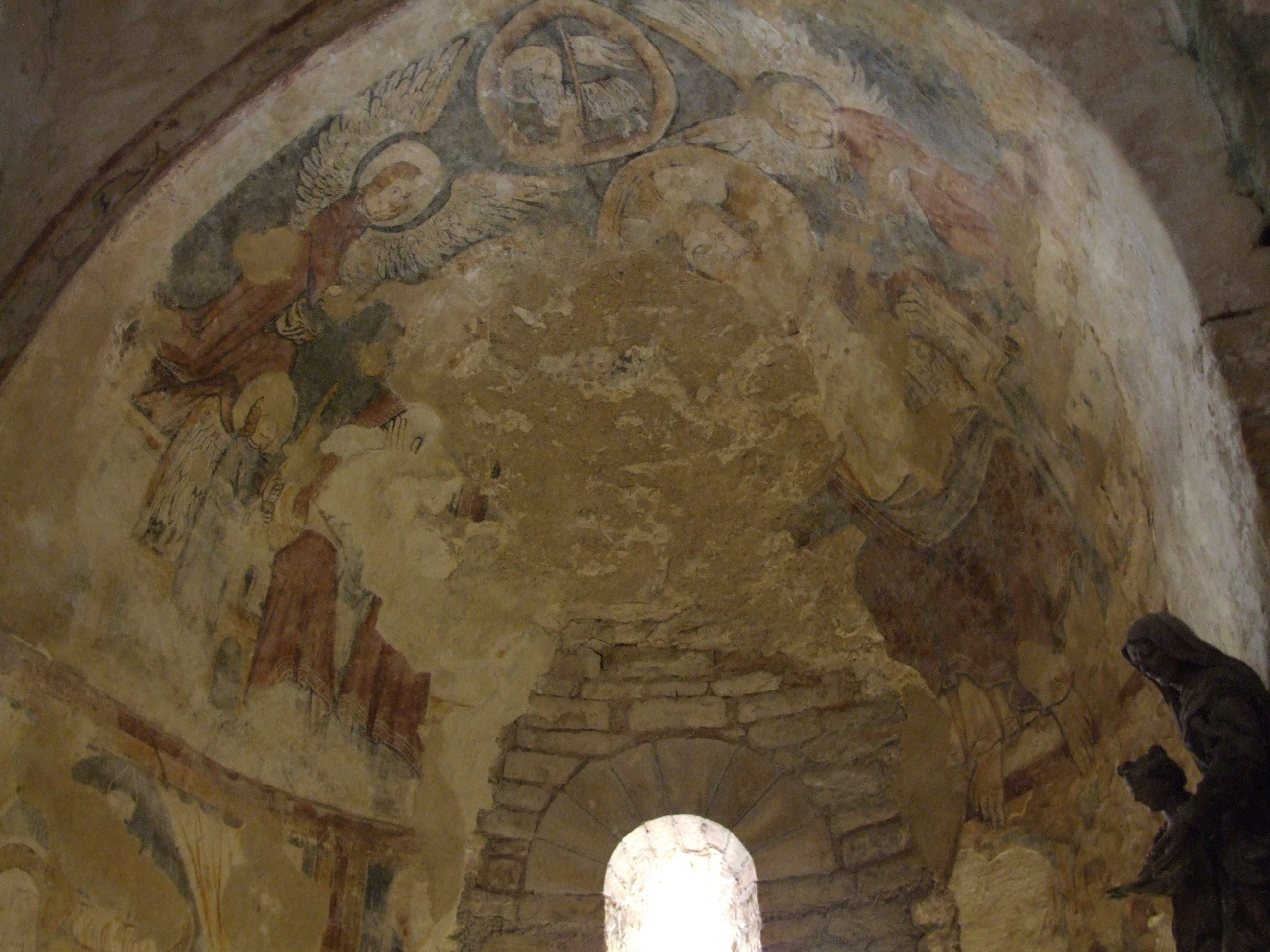